# Strútsfoss
Strútsfoss – wodospad we wschodniej Islandii, na potoku Strútsá, który uchodzi do rzeki Fellsá, a ta następnie do Kelduá - prawego dopływu Jökulsá í Fljótsdal. Według niektórych źródeł uznawany za trzeci pod względem wysokości islandzki wodospad mierzący 175 m wysokości. W innych źródłach podawane są rozbieżne wartości: 74 m i 120 m wysokości.
Wodospad położony jest na krańcu wąwozu, gdzie spada ze stromego urwiska. Składa się z dwóch stopni, z których górny ma około 1/4 wysokości dolnego. Budowa geologiczna urwiska, z którego opada wodospad, przypomina charakterem sąsiedni, bardziej znany wodospad Hengifoss. Urwisko zbudowane jest bowiem z naprzemiennych warstw gliny, popiołu i mułu poprzecinanych warstwami pokryw lawowych o czerwonym odcieniu.
W pobliże wodospadu można dotrzeć drogą nr 935 z okolic Skriðuklaustur.